# Émile Zeizig
Pour les articles homonymes, voir Zeizig.
Émile Zeizig, né le 5 novembre 1887 à Sainte-Foy-lès-Lyon et mort le 29 juin 1944 à Rillieux, fusillé par la Milice française, est un commerçant français et une victime de la Shoah.

## Biographie

### Jeunesse et famille
Émile Zeizig naît en 1887 à Sainte-Foy-lès-Lyon, second jumeau de Bénédict Zeizig, marchand rouennier, et Eugénie Cahen, son épouse. En 1913, devenu lui aussi commerçant, il épouse à Paris une institutrice établie dans le 18e arrondissement, Julienne Lazard.

### Circonstances du décès
Au cours de la journée du 28 juin 1944, les miliciens Lyonnais arrêtent un certain nombre de personnes juives ensuite incarcérées impasse Catelin, dans les locaux de la Milice française, à Lyon.
Émile Zeizig, qui tient un magasin de nouveautés, place Xavier-Ricard, à Sainte-Foy-lès-Lyon, est d'origine juive et non-pratiquant. Il s'est d'ailleurs fait inscrire, contre l'avis de ses amis, sur le fichier des Juifs. 
Le 28 au soir, quatre miliciens font irruption dans son magasin et le pillent ; ils frappent puis emmènent Émile Zeizig. Le chef de cette petite équipe sera reconnu en 1945 par l'épouse d'Émile Zeizig, Julienne Zeizig : Jean Reynaudon, un des cadres du 2e service de la Milice française, dirigé par Paul Touvier. Dans une lettre de juillet 1944, adressée à Joseph Darnand de juillet 1944, Reynaudon reconnaît son implication dans les causes de la fin tragique d'Émile Zeizig, ainsi que le pillage de sa boutique des 28 et 29 juin :

« Nous avons saisi trois millions de francs de marchandises diverses chez un Juif. Celui-ci a été exécuté par nos soins, en représailles de l'assassinat de Philippe Henriot. »

— Jean Reynaudon, le 18 juillet 1944
Ces arrestations, parmi lesquelles celle d'Émile Zeizig, constituaient des représailles à l'assassinat du secrétaire d'État à l'Information de Vichy Philippe Henriot, assassiné par des résistants (s'étant fait passer pour des miliciens), à Paris, le 28 juin 1944. 
Le 29 juin 1944 au matin, Henri Gonnet un milicien aux ordres de Touvier, fait sortir sept prisonniers juifs de la cellule, dont Émile Zeizig. Ils sont emmenés dans une camionnette au cimetière de Rillieux où ils sont fusillés vers 5 h 30 du matin.
Le rapport de gendarmerie no 814 de la gendarmerie de Sathonay du 4 novembre 1944 indique le nom d' Émile Zeizig et son âge supposé au moment des faits (57 ans, et non 56), sans plus de précisions.

## Le procès Touvier
À la suite de la condamnation de Paul Touvier pour complicité de crimes contre l’humanité (uniquement pour les faits survenus à Rillieux), son fils René Zeizig (1914-2004), qui était plaignant et donc partie civile, a déclaré :

« C'est la conclusion somme toute logique à un procès exemplaire à tous points de vue : il a été bien conduit, il servira d'exemple, c'est dommage d'avoir dû attendre cinquante ans pour arriver à ce résultat. »

— René Zeizig, le 21 avril 1994.
Un film documentaire de 1994 intitulé M. Zeizig (réalisation : Christian Tran) suit René Zeizig au cours du procès Touvier.

## Hommage
- Il y a une rue Émile-Zeizig à Sainte-Foy-lès-Lyon.